# Hyaleucerea minuta
Hyaleucerea minuta là một loài bướm đêm thuộc phân họ Arctiinae, họ Erebidae.